# Prêmio TVyNovelas de 2001
19º Prêmio TVyNovelas

Novela: 

Abrázame Muy Fuerte
Atriz: 

Lucero
Ator: 

Fernando Colunga
O Prêmio TVyNovelas 2001 foi a 19ª edição do Prêmio TVyNovelas, prêmio entregue pela revista homônima aos melhores artistas e produções da televisão mexicana referente ao ano de 2000. O evento ocorreu na Cidade do México. Foi transmitido pela emissora mexicana Canal de las Estrellas e apresentado por Jacqueline Bracamontes, Alfredo Adame, Raúl de Molina, Adriana Riveramelo, Lorena Herrera, Toño de Valdés, Ernesto Laguardia e Montserrat Olivier.